# Frank Delgado (cantautor)
Frank Delgado (Minas de Matahambre, Pinar del Río, 19 de octubre de 1960) es un cantautor cubano perteneciente al movimiento conocido como La Nueva Trova, junto a trovadores de su generación como Santiago Feliú, Carlos Varela y Gerardo Alfonso. Durante la década de los 80 participó en todas las plazas fijas y temporales de la Nueva Trova. 

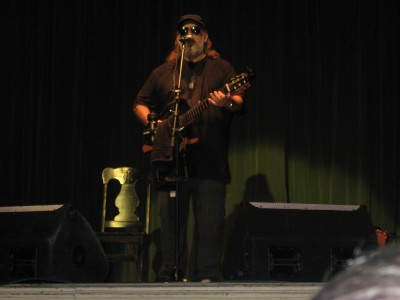
Frank Delgado durante concierto en Teatro La Caridad, Sta Clara, Cuba

Ya en los 90, su trabajo se ha mantenido de manera ascendente y constante, y dan fe de ello sus presentaciones en el Teatro Nacional de Cuba. Más de dos centenares de ciudades en países de África, Europa y América Latina han disfrutado de los recitales de este trovador itinerante. Además ha compartido escenarios con Silvio Rodríguez, Luis Eduardo Aute, Daniel Viglietti, Juan Carlos Baglietto, Fito Páez y, por supuesto, sus colegas cubanos de generación.
Su música ha ido viajando a través de Cuba y el mundo de manera frecuentemente informal, como muchos han llamado: de boca en boca.
Sus canciones, aunque se basan en varios temas, reinciden en la crítica a los problemas diarios de Cuba y el cubano común. Sus propias palabras son: "Yo no sé cómo se hace un país pero sí sé cómo no se hace."
Entre toda su obra una de las más famosas canciones es "La otra orilla", refiriéndose a la orilla estadounidense de Miami.

Aunque es seguido por muchas generaciones y la juventud en general sobre todo cubana, en los estudiantes universitarios, entre ellos los de La Cujae donde también Frank estudiara años antes, cuenta con un público que le guarda especial lealtad, no solo por su interpretación considerada cubanísima y agradable al oído, sino por sus composiciones inteligentes y porque como el mismo se hace llamar, es un "cantante comprometido".

## Discos Oficiales
1. Trova - Tur (1995)
2. La Habana Está de Bala (1997)
3. El Adivino (1999)
4. Mi Mapa (2004)
5. ... pero, qué dice el coro? (2006)
6. Extremistas Nobles (2010) (con Buena Fe)
7. Ustedes los trovadores no saben na' de la vida(2012)
8. Más (2016)

## Otras Compilaciones
1. Sonríete Sin Malicia (1993)
2. En México (1994)
3. Un Buen Lugar (1996)
4. Trucho (1999)
5. Concierto Inmigrante a Media Jornada (1999)
6. A guitarra limpia (2000)
7. Otras canciones (2002)
8. En cuerdas para cuerdos (2004)